# Isabelle Truc
Isabelle Truc, née le 5 février 1966, est une productrice belge de films.

## Biographie
Licenciée en communication et journalisme, Isabelle Truc travaille plusieurs années dans le secteur cinématographique belge comme assistante puis directrice de production au sein de Saga Film et Latitudes Production,.
En mars 2000, elle crée sa propre société de production, Iota Production, dédiée au films de fiction et documentaires, puis The Big Farm, dédiée à l'animation. Elle a produit et coproduit à ce jour plus de soixante-dix films, dont deux-tiers de documentaires. IOTA Production effectue également des coproductions avec des sociétés étrangères, et dispose de nombreux partenaires dans le domaine de la production de films.

## Filmographie sélective

### Documentaires
- 2008 : Le Monologue de la muette de Khady Sylla et Charlie Van Damme
- 2010 : Naissance. Lettre filmée à ma fille de Sandrine Dryvers
- 2011 : See The Wood From The Trees de Jean-Philippe Martin
- 2012 : Le Thé ou l'électricité de Jérôme le Maire
- 2013: Le chant de la fleur de Jacques Dochamps et José Galingua
- 2016 : Je veux être actrice de Frédéric Sojcher
- 2018 : Ma’ohi nui, au cœur de l’océan mon pays d'Annick Ghijzelings
- 2018 : La Lettre à Théo d’Élodie Lélu
- 2018: Faites sortir les figurants de Sanaz Azari
- 2019 : Mon nom est clitoris de Lisa Billuart-Monet et Daphné Leblond
- 2019 : Overseas de Sung-A Yoon
- 2021: Les Héritières de Charlotte Diament
- 2021: Casser les codes de Safia Kessas
- 2023: HAWAR, nos enfants bannis de Pascale Bourgaux
- 2023: Blueberry Dreams d'Elena Mikaberidze
- 2023 : Au Cœur du Patrimoine de Nina Degraeve
- 2024: Fantômes des profondeurs d'Annick Ghijzelings
- 2024: Volcan de Stéfanne Prijot
- 2024 : Electrons libres de Safia Kessas

### Longs-métrages
- 2011 : Elle ne pleure pas, elle chante de Philippe de Pierpont
- 2013 : Les Conquérants de Xabi Molia
- 2013 : Le Vertige des possibles de Vivianne Perelmuter
- 2015 : Welcome Home de Philippe de Pierpont
- 2015 : Keeper de Guillaume Senez
- 2016 : Insoumise de Jawad Rhalib
- 2019 : Oleg de Juris Kursietis
- 2019 : Nos batailles de Guillaume Senez
- 2019 : La Forêt de mon père de Vero Cratzborn
- 2020 : Tailor de Sonia Liza Kenterman
- 2023: Retro Therapy d'Élodie Lélu
- 2023: Backstage d'Afef Ben Mahmoud et Khalil Benkirane
- 2024: Cap Farewell de Vanja d'Alcantara

### Courts-métrages
- 2008 : Dans nos veines de Guillaume Senez
- 2009 : Les amies que t’aiment d’Alexis Van Stratum
- 2012 : U.H.T. de Guillaume Senez
- 2013 : Millionnaires de Stéphane Bergmans
- 2013 : Le Conseiller d’Elisabeth Llado
- 2021 : Se battre encore d’Arthur Lecouturier

### Films d'animation
- 2009 : Brendan et le secret de Kells de Tomm Moore

- 2014 : Le Chant de la mer de Tomm Moore
- 2020 : Cherchez la femme de Julie Gavras, Olivier Marquezy et Mathieu Decarli

## Citations d'Isabelle Truc
« Notre cœur bat pour les films qui proposent un point de vue pertinent et original ainsi qu’une approche artistique cohérente et forte. »
« Le cinéma belge est condamné à être ingénieux et original. »